# Домбровский, Роман
Роман Домбровский (пол. Roman Dąbrowski; род. 14 марта 1972, Глухолазы, Опольское воеводство) — польский футболист, игравший на позиции нападающего. Провёл 5 матчей за сборную Польши. Известен своими выступлениями за Рух (Хожув), Коджаэлиспор и Бешикташ. Принял турецкое гражданство с именем Каан Добра (тур. Kaan Dobra).

## Биография
Воспитанник клуба LZS Meszno. На взрослом уровне играл в клубах Чарни (Отмухув), Уния (Крапковице) и Рух (Хожув). Был первым футболистом польской лиги, который застраховал свои ноги.
С сезона 1994/1995 года играл в Турции. Стал звездой клуба Коджаэлиспор, с которым завоевал дважды Кубок Турции (1997 и 2002). Затем перешёл в Бешикташ, с которым стал чемпионом Турции 2003 года. Заканчивал карьеру в ставшем ему родным Коджаэлиспоре.
После окончания карьеры получил европейскую тренерскую лицензию и работал ассистентом тренера в Бешикташе. Затем опять вернулся в Коджаэлиспор, где работает техническим директором.
Принял турецкое гражданство с именем Каан Добра. При этом в польском паспорте имя не менял.
Во время игры за Рух сыграл два матча за сборную Польши. Дебютировал 13 апреля 1994 года в Каннах, в товарищеском матче со сборной Саудовской Аравии. После отъезда в Турцию и до перехода в Бешикташ, пропал из поля зрения тренеров польской сборной. Уже в конце карьеры, когда играл за Бешикташ, принял участие ещё в трёх матчах сборной Польши. Голов за сборную не забивал.